# Kościół św. Tomasza Apostoła w Sosnowcu
Kościół Świętego Tomasza Apostoła w Sosnowcu – rzymskokatolicki kościół parafialny w Sosnowcu. Należy do dekanatu św. Tomasza Apostoła. Mieści się przy ulicy Orlej, w dzielnicy Pogoń.

## Historia

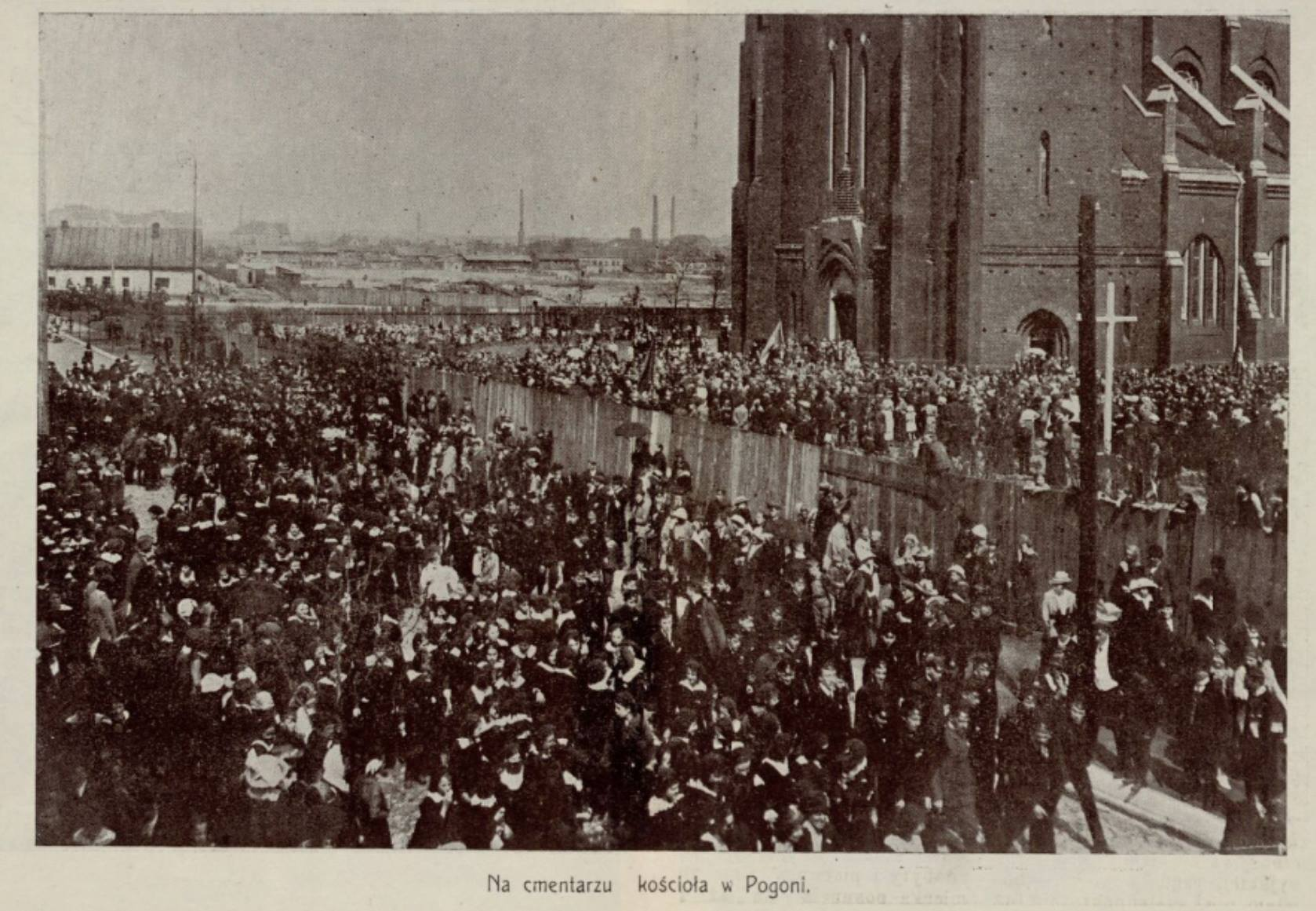
Teren kościoła w 1916 roku

Świątynia została zbudowana w latach 1904–1911 w stylu neogotyckim według projektu architekta Józefa Pomian-Pomianowskiego. Jest to budowla murowana z cegły, wybudowana na rzucie krzyża łacińskiego z rozbudowanym prezbiterium. Jest to budowla o trzech nawach, typu bazylikowego. Bryła świątyni jest urozmaicona, przy fasadzie znajdują się dwie współczesne ażurowe wieże, ponieważ w latach 2004–2007 zostały one dobudowane staraniem proboszcza ks. Jana Szkoca, według projektu Ewy i Tomasza Taczewskich. 
Wyposażenie świątyni powstawało etapami, dominują jednak elementy o cechach stylu neogotyckiego. Wnętrze zostało wzbogacone przez drewniany, opracowany techniką snycerską ołtarz główny, o cechach stylu Art déco, mieszczący się na skrzyżowaniu nawy głównej i transeptu.